# Miike Snow (álbum)
Miike Snow, es el álbum debut y autotitulado de la banda sueca de electropop Miike Snow. Fue lanzado el 9 de junio de 2009 por el sello discográfico Downtown Records.
También fue lanzada un edición especial por iTunes Store en EE. UU. y Australia el 13 de abril de 2010 y en Japón el 26 de mayo de 2010, incluyendo versiones remixadas y un nuevo sencillo, The Rabbit.

## Contenido
En ‘Animal´, su primer single, el ritmo comienza fuera de compás con una voz trabajada y entrecortada que te atrapa.
La progresión del disco es un claro reflejo de sus influencias, se puede sentir la música electrónica europea mezclada con voces emotivas y detalladas que evocan los nuevos sonidos de Brooklyn. El álbum, en su conjunto, hace transiciones perfectas de una pista a la otra, con el bombo y el bajo como líderes contradictores de un paseo que finalmente resulta bastante relajado.
Ritmos de percusión complejos, melodías de piano clásico y un epílogo de sintetizadores llenan los sonidos contrastantes de ‘Black & Blue´ y ‘Burial´. Los coros de voces empalagosas te hipnotizan mientras hablan de humildad y represión. Así llegamos a la desgarradora estrofa de ‘Burial’: “No I, I don’t want to get thrown in your ocean. Don’t try, you know that already we know it…it’s over. At your own burial, don’t forget to cry.”
Su carácter nórdico se ve reflejado en la carátula del álbum en donde exponen un bloque de hielo que encierra a su extraño animal: un jackalope, un animal ficticio que guarda mucho más algún simbolismo significativo.
Con este álbum el trío de Suecia sale de la producción comercial para superestrellas, y con buenas canciones propias, demuestran su gran potencial como compositores. Resulta extraño, y a la vez afable, imaginarse que estos tipos solían escribir canciones para Britney y Kylie, las reinas del pop.

## Lista de canciones
| Edición estándar |                         |                                                                                  |          |  |
| N.º              | Título                  | Escritor(es)                                                                     | Duración |  |
| 1.               | «Animal»                | Henrik Jonback, Chris Karlsson, Pontus Winnberg, Andrew Wyatt                    | 4:24     |  |
| 2.               | «Burial»                | Chris Karlsson, Pontus Winnberg, Andrew Wyatt                                    | 4:21     |  |
| 3.               | «Silvia»                | Karlsson, Winnberg, Wyatt                                                        | 6:25     |  |
| 4.               | «Song for No One»       | Karlsson, Winnberg, Wyatt                                                        | 4:10     |  |
| 5.               | «Black & Blue»          | Henrik Jonback, Chris Karlsson, Juliet Richardson, Pontus Winnberg, Andrew Wyatt | 3:40     |  |
| 6.               | «Sans Soleil»           | Karlsson, Winnberg, Wyatt                                                        | 4:26     |  |
| 7.               | «A Horse Is Not a Home» | Karlsson, Winnberg, Wyatt                                                        | 4:12     |  |
| 8.               | «Cult Logic»            | Karlsson, Winnberg, Wyatt                                                        | 3:56     |  |
| 9.               | «Plastic Jungle»        | Karlsson, Winnberg, Wyatt                                                        | 3:54     |  |
| 10.              | «In Search Of»          | Karlsson, Winnberg, Wyatt                                                        | 5:15     |  |
| 11.              | «Faker»                 | Karlsson, Winnberg, Wyatt                                                        | 2:33     |  |

| Edición Especial de iTunes en EE. UU., Australia y Japón |                                       |          |  |
| N.º                                                      | Título                                | Duración |  |
| 12.                                                      | «The Rabbit»                          | 4:26     |  |
| 13.                                                      | «Billie Holiday»                      | 3:59     |  |
| 14.                                                      | «Animal» (Mark Ronson Extended Remix) | 4:56     |  |
| 15.                                                      | «Silvia» (Roboberget Remix)           | 7:57     |  |
| 16.                                                      | «Burial» (DJ Medhi Remix)             | 3:32     |  |

## Posicionamiento en listas
| Lista (2009/2010)                         | Mejor posición |
| ----------------------------------------- | -------------- |
| Estados Unidos (Dance/Electronic Albums)  | 11             |
| Estados Unidos (Heatseekers Albums)       | 15             |
| Grecia (Greek International Albums Chart) | 42             |
| Reino Unido (UK Albums Chart)             | 59             |